# Adolf Bauser

Adolf Bauser

Adolf Bauser (* 11. Dezember 1880 in Entringen; † 16. November 1948 in Stuttgart) war ein deutscher Lehrer, Reichstagsabgeordneter der Volksrechtspartei (VRP) und Abgeordneter der CDU im Landtag von Württemberg-Baden.

## Leben
Bauser besuchte die Volksschule in Merklingen. Nach der Ausbildung an der Präparandenanstalt und dem Lehrerseminar in Nagold von 1894 bis 1899 arbeitete er fünf Jahre als Volksschullehrer. Nach entsprechender Weiterbildung wechselte er 1904 in den Realschuldienst in Lorch und Ebingen. Von 1910 bis 1912 studierte Bauser an den Universitäten Tübingen und Lausanne Pädagogik, Philosophie, Deutsch, Französisch und Geschichte. Ab 1913 arbeitete er als Seminaroberlehrer und Professor am Lehrerseminar in Nagold. Im Ersten Weltkrieg war Bauser von 1914 bis 1918 Soldat. Ab 1928 Oberstudiendirektor am Nagolder Lehrerseminar, wechselte Bauser 1931 als Oberschulrat nach Stuttgart.
1921 heiratete er Käte Häußler; aus der Ehe gingen zwei Kinder hervor.
Bauser war im Kaiserreich Mitglied der linksliberalen Fortschrittlichen Volkspartei und schloss sich in der Weimarer Republik zunächst der Deutschen Demokratischen Partei (DDP) an. Nach der Inflation von 1923 gehörte er zu den maßgeblichen Führern des Sparerbundes für das Deutsche Reich (Spb), einer Interessenvertretung von Sparern, Hypothekengläubigern, Anlagenzeichnern und weiterer Inflationsgeschädigter. Bereits 1921 war Bauser Mitgründer des Bundes gegen Wucher und Teuerung in Stuttgart gewesen, aus dem später der Württembergische Sparerbund entstand.
Ab August 1926 betrieb der Spb die Gründung der Reichspartei für Volksrecht und Aufwertung, auch Volksrechtspartei (VRP) genannt. Bauser wurde Parteivorsitzender; seinen Angaben zufolge war die bisherige Strategie, innerhalb der bürgerlichen Parteien Einfluss zu gewinnen, gescheitert. Die VRP solle durch Erringung der politischen Macht eine Änderung der Aufwertungsgesetzgebung erzwingen, so Bauser.
Am 10. Juni 1929 erhielt Bauser im Nachgang zur Württembergischen Landtagswahl vom Mai 1928 durch ein Urteil des Staatsgerichtshofes ein Mandat im Landtag des freien Volksstaates Württemberg, das er bis April 1932 ausübte. Bei den Reichstagswahlen im Juli 1932 wurde Bauser einziger Abgeordneter der VRP, die ein Wahlbündnis mit dem Christlich-sozialen Volksdienst eingegangen war. Bauser, der sein Reichstagsmandat bei den Wahlen im November 1932 verlor, versuchte in der Endphase der Weimarer Republik erfolglos, die Bildung einer neuen Partei der politischen Mitte zu initiieren. Am 1. April 1933 trat er dem Nationalsozialistischen Lehrerbund bei.
Bausers Ehefrau wurde vom nationalsozialistischen Regime als „Halbjüdin“ eingestuft, was während der Diktatur Anfeindungen zur Folge hatte. Der von Bauser geleitete Württembergische Sparerbund löste sich im Juli 1935 unter dem Druck der Behörden auf, zuvor hatte er versucht, den Bund als rein wirtschaftliche Organisation im Dienste des NS-Regimes darzustellen. Ende 1938 wurde Bauser wegen „persönlicher Vorkommnisse“ verhört; die genaueren Umstände sind nicht bekannt. Zuletzt Oberschulrat in Stuttgart, ließ sich Bauser im März 1939 vorzeitig in den Ruhestand versetzen, wofür gesundheitliche Gründe sowie der Druck der NS-Behörden ausschlaggebend waren. 1942 verlor er vermutlich aus politischen Gründen seine Ämter als Leiter der Arbeitsgemeinschaft Deutscher Sparerschutzkassen sowie als Beiratsmitglied des Deutschen Beamten-Genossenschaftsverbands. Im gleichen Jahr verfasste Bauser eine pazifistische Streitstrift, die 1946 unter dem Titel Krieg dem Krieg! Dem Recht der Sieg! erschien.
Nach der Befreiung wurde Bauser 1946 Leiter des Bezirksschulamts Esslingen und Direktor des Pädagogischen Instituts in Stuttgart. Sein Engagement als Gründungsvorsitzender des am 30. März 1946 entstandenen Zentralverbands der Fliegergeschädigten, Evakuierten und Währungsgeschädigten (ZVF) knüpfte an Bausers frühere politische Tätigkeit an. Die Verbandszeitschrift des ZVF trug ebenso wie eine von Bauser in der Weimarer Republik als Süddeutsche Volkrecht-Zeitung herausgegebene und begründete Zeitschrift den Titel Selbsthilfe. In seinem Spruchkammerverfahren konnten keine Belege für einen Aktenvermerk gefunden werden, wonach Bauser mehrfach die Aufnahme in die NSDAP beantragt habe. Die Spruchkammer stufte Bauser als „politisch verfolgt“ ein er habe durch seinen aktiven Widerstand Nachteile erlitten.
Bauser trat der CDU bei, für die er ab Juni 1946 der Verfassunggebenden Landesversammlung und ab November 1946 bis zu seinem Tode dem Ersten Landtag von Württemberg-Baden angehörte. Zudem war seit Dezember 1947  Gemeinderat in Stuttgart.